# Sébastien Toutant
Sébastien Toutant (* 9. listopadu 1992 L'Assomption, Québec, Kanada) je kanadský snowboardista, který se věnuje big airu a slopestylu.
Ve Světovém poháru debutoval v roce 2010 a ještě téhož roku svůj druhý závod v big airu v seriálu vyhrál. V letech 2011 a 2013 zvítězil na X Games ve slopestylu. Na zimní olympiádu se poprvé podíval v roce 2014, kdy v Soči závodil ve slopestylu a obsadil devátou příčku. Na ZOH 2018 získal při olympijské premiéře big airu zlatou medaili a ve slopestylu byl jedenáctý. Z Mistrovství světa 2021 si přivezl stříbrnou medaili ze slopestylu.